# Heinkel He 66
L'Heinkel HD 66, identificato anche come Heinkel He 66 in base alle convenzioni Reichsluftfahrtministerium (RLM), era un bombardiere in picchiata monomotore biplano prodotto in piccola serie dall'azienda tedesca Ernst Heinkel Flugzeugwerke AG nei primi anni trenta.
Versione da esportazione dell'He 50, dal quale si differenziava per una serie di piccole modifiche la più appariscente delle quali era l'applicazione di una cappottatura NACA, venne adottato dalla Chung-Hua Min-Kuo K'ung-Chün, l'aeronautica militare della Repubblica di Cina che lo utilizzò durante la seconda guerra sino-giapponese.
A causa della comune origine con l'He 50, della ridesignazione degli He 66bCh rimasti brevemente in servizio nei reparti della Luftwaffe con la sigla He 50b e che vengono spesso accomunati nella bibliografia storica inducendo confusione, e a causa della notevole somiglianza con i giapponesi Aichi D1A, fu uno dei pochi casi in cui un modello quasi identico combatté su opposti fronti.

## Storia del progetto
Nei primi anni trenta la Marina imperiale giapponese emise una specifica per la fornitura di un nuovo modello di bombardiere in picchiata per equipaggiare i propri reparti. Nel 1931 fu contattata la Heinkel, invitata a proporre un progetto che prevedesse fusoliera a due posti in tandem, carrello d'atterraggio sia dotato di ruote che di galleggianti per una versione idrovolante, che potesse portare un carico di bombe fino a 250 kg e che potesse essere usato abbinato ad una catapulta per il decollo in mare aperto. Per soddisfare queste esigenze nell'estate del 1931 fu approntato il primo prototipo, l'He 50aW, realizzato nella versione idrovolante a scarponi.
Il progetto dell'He 66 era sostanzialmente un adattamento dell'He 50 alle specifiche richieste dalla Repubblica di Cina per la fornitura di un modello pari ruolo.
L'He 50 adottava l'allora usuale tecnica mista, ovvero struttura in tubi d'acciaio saldati ricoperta in tela e compensato, dotato di fusoliera a sezione rettangolare ed era caratterizzato dalla configurazione alare biplana con ala superiore ed inferiore di egual misura e realizzate in legno e compensato e dotate entrambe di alettoni. La struttura venne mantenuta anche nel terzo prototipo, derivato dall'He 50aL, il quale assunse la designazione HD 66 e che venne inviato all'Aichi Tokei Denki per presentarlo alle autorità militari della marina imperiale. Queste ne approvarono la produzione in serie identificandolo come Aichi D1A..
Tuttavia anche la Repubblica di Cina aveva mostrato interesse per il modello nell'ambito della necessaria modernizzazione del proprio parco velivoli. Il velivolo venne quindi presentato alle autorità militari cinesi che decisero, nei primi mesi del 1934, di acquistare 12 esemplari del modello; tuttavia, benché avesse già concesso il permesso di esportazione relativo al velivolo, il Ministero dei Trasporti impose la restrizione di non fornire il radiale Siemens-Halske Sh 22 a 9 cilindri raffreddato ad aria previsto. A causa del veto l'Heinkel e i rappresentanti cinesi decisero di introdurre alcune modifiche e la propulsione venne affidata ad un Siemens Jupiter VIIF da 480 CV (353 kW), versione del britannico Bristol Jupiter prodotta su licenza in Germania, posizionato all'apice anteriore della fusoliera senza alcuna cappottatura. I velivoli così modificati, identificati come He 66aCh, raggiunsero la Repubblica di Cina nel corso del 1934.
Solo un secondo lotto di 12 esemplari, identificati come He 66bCh, venne equipaggiato con gli Sh 22 B racchiusi in una cappottatura NACA dopo aver ottenuto la necessaria autorizzazione. Il secondo lotto terminò di essere costruito nella primavera del 1935, subito dopo la separazione dalla Wehrmacht della Luftwaffe come forza armata distinta. Data la necessità di espandere velocemente i reparti di bombardamento in picchiata dell'arma aerea tedesca l'RLM, che aveva assunto la totale gestione dell'aviazione della Germania del periodo, decise di ritardarne la consegna assegnandoli ai propri reparti identificandoli come He 50b. Solo sei mesi più tardi, ottenuto nuovamente il permesso di esportare, gli esemplari vennero inviati in Cina. Questi ultimi 12 esemplari non riuscirono ad essere acquisiti dai reparti cinesi se non nel luglio 1937, solo dopo lo scoppio della seconda guerra sino-giapponese, dopo che a causa di un problema rimasero stoccati nel porto di Hong Kong, a quel tempo protettorato britannico, dal gennaio 1936.

## Impiego operativo
Il primo lotto di 12 esemplari iniziò ad essere consegnato nel corso del 1934.
Il secondo lotto di 12 esemplari, ridesignato He 50b, venne impiegato nella Luftwaffe ed assegnato, dal 1935, ai reparti di bombardamento in picchiata fino alla sua sostituzione, dopo sei mesi, prima dai biplani Henschel Hs 123 e poi, appena furono disponibili, dai più moderni ed efficaci Junkers Ju 87 "Stuka". Questo non riuscì ad essere consegnato ai reparti prima del 1937.
Impiegati dai reparti di bombardamento in picchiata cinesi contro le forze armate giapponesi, la notevole somiglianza con gli Aichi D1A1 che equipaggiavano i reparti della Dai-Nippon Teikoku Kaigun Kōkū Hombu, la componente aerea della marina imperiale giapponese, costrinse i cinesi a dipingere i propri velivoli quasi interamente in giallo per evitare abbattimenti da fuoco amico. Tuttavia l'impiego in prima linea durò solo un paio di mesi, venendo ritirati e destinati alla formazione degli equipaggi nel ruolo di aereo da addestramento.

## Versioni
He 66aCh
Versione da esportazione dell'He 50 acquistata dalla Repubblica di Cina; 12 esemplari dotati di motore Siemens Jupiter VIIF da 480 CV (353 kW)
He 66bCh
Versione destinata alla Repubblica di Cina e dotata di motore Siemens-Halske Sh 22 B; inizialmente non consegnati rimasero in servizio nella Luftwaffe fino alla loro definitiva cessione.
Fonte

## Utilizzatori
Cina
- Chung-Hua Min-Kuo K'ung-Chün

Operò con 12 He 66aCh e 12 He 66bCh.
 Germania
- Luftwaffe

Operò con gli He 66bCh prima della consegna definitiva.